# Meulekreek (Middelburg)

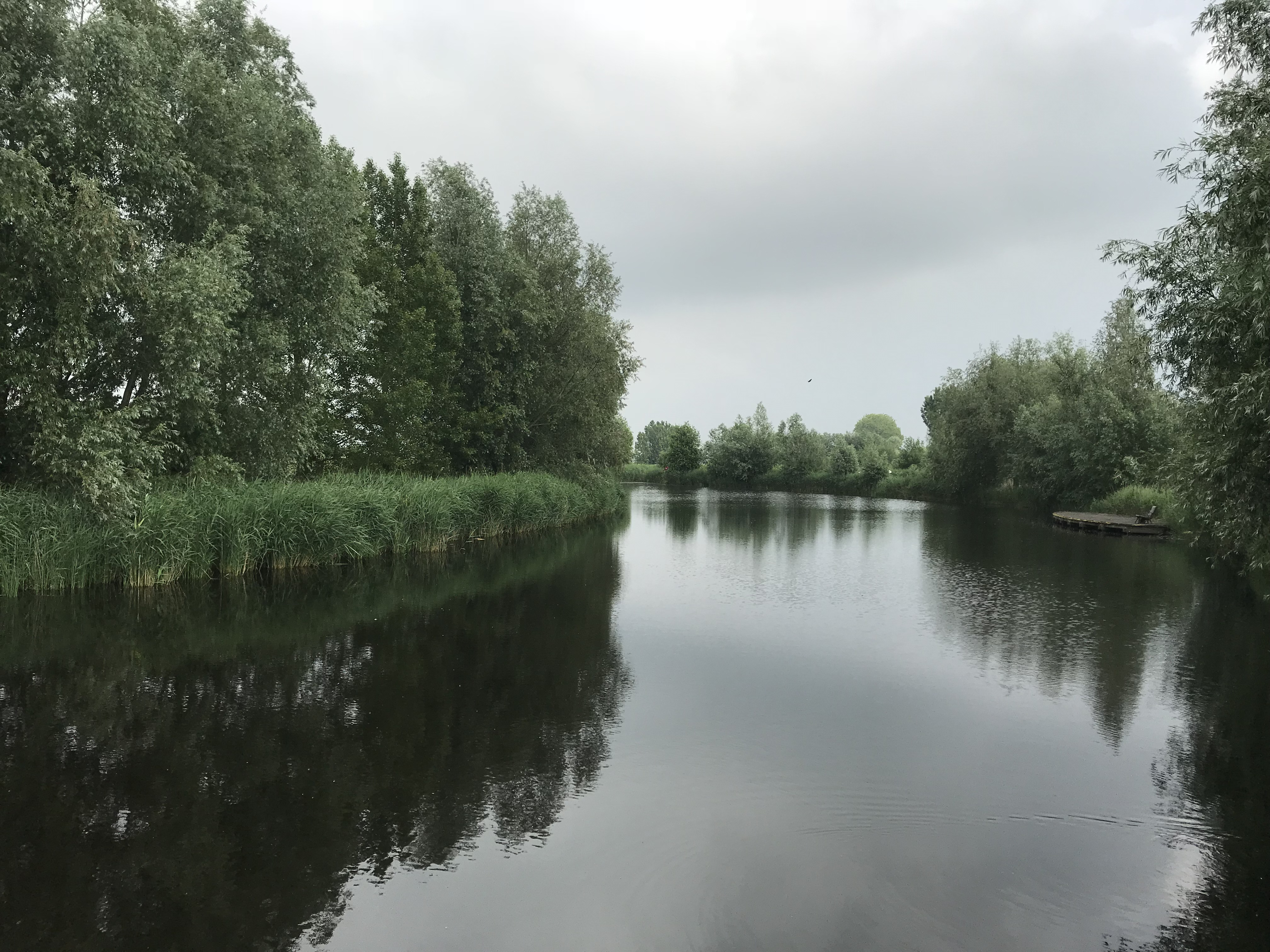
De Meulekreek

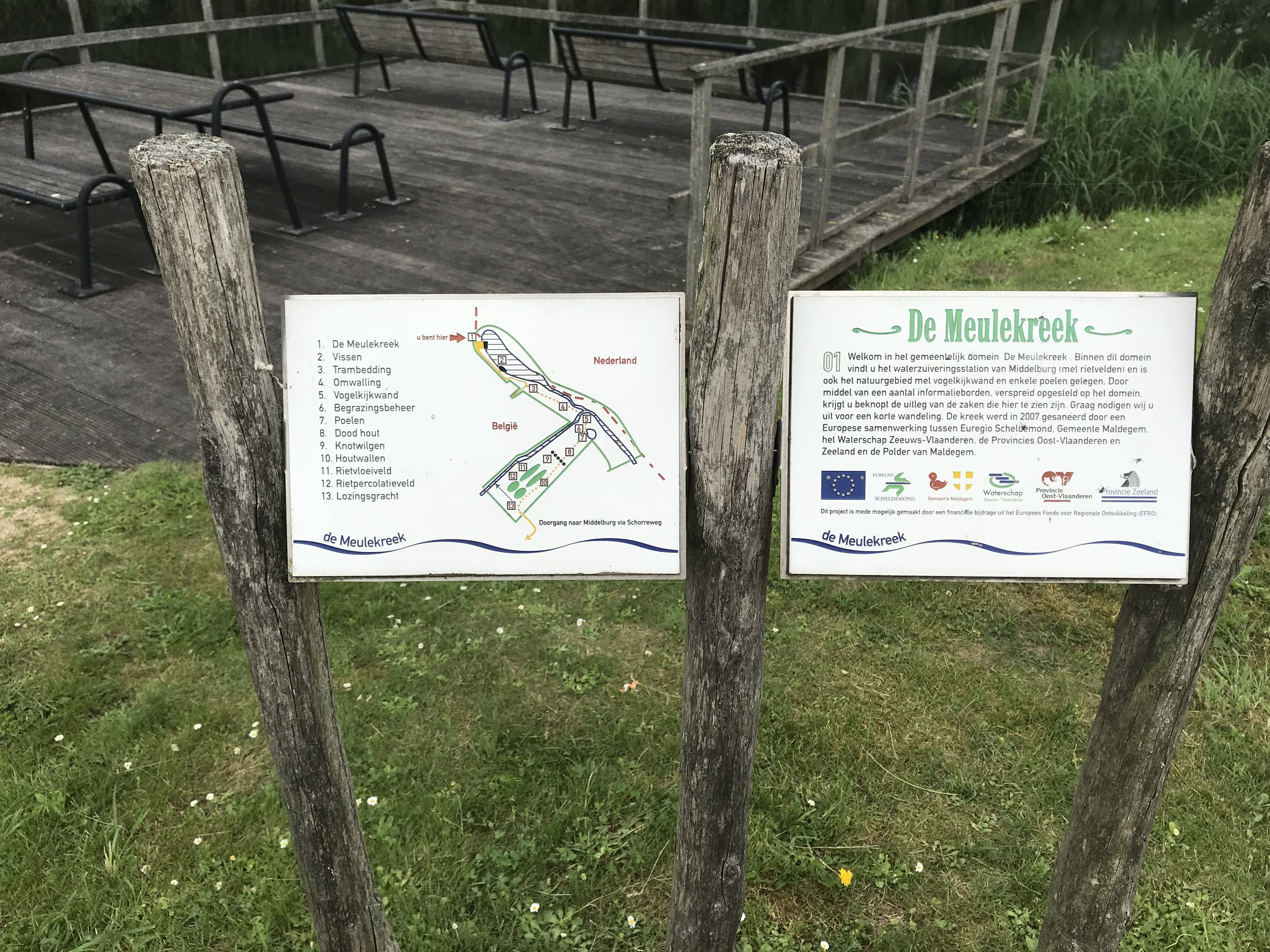
De Meulekreek

De Meulekreek is een kreek van het Meetjesland (Meetjeslands krekengebied). De Meulekreek bevindt zich in Middelburg, deelgemeente van Maldegem. Het natuurgebied heeft een waterzuiveringsrietveld, poelen en een vogelkijkwand. De kreek werd in 2007 gesaneerd met behulp van het Europees Fonds voor Regionale Ontwikkeling. Het wandelnetwerk Meetjeslandse kreken en de bewegwijzerde Bladelin-wandelroute lopen langs de kreek.